# Pomacentrus albiaxillaris
Pomacentrus albiaxillaris là một loài cá biển thuộc chi Pomacentrus trong họ Cá thia. Loài này được mô tả lần đầu tiên vào năm 2017.

## Từ nguyên
Từ định danh được ghép bởi hai âm tiết trong tiếng Latinh: albus ("trắng") và axillaris ("ở nách"), hàm ý đề cập đến vệt trắng bao quanh gốc vây ngực của loài cá này.

## Phạm vi phân bố và môi trường sống
P. albiaxillaris mới chỉ được tìm thấy tại quốc đảo Palau ở Tây Thái Bình Dương, và được thu thập ở độ sâu khoảng từ 4 đến 15 m.

## Mô tả
Chiều dài lớn nhất được ghi nhận ở P. albiaxillaris là 7 cm. Cơ thể của P. albiaxillaris có màu xanh lam xám; vảy có viền đen tạo thành kiểu hình mắt lưới trên thân của chúng. Đầu có các vệt màu xanh tím. Vây lưng và vây hậu môn màu xám đen hoặc đen nhạt với phần sau trong mờ. Vây đuôi màu trắng nhạt. Gốc vây ngực có đốm đen với một vệt trắng bao quanh.
Số gai ở vây lưng: 13; Số tia vây ở vây lưng: 12–15; Số gai ở vây hậu môn: 2; Số tia vây ở vây hậu môn: 13–15; Số tia vây ở vây ngực: 16–18; Số gai ở vây bụng: 1; Số tia vây ở vây bụng: 5.

## Phân loại học
P. albiaxillaris thuộc phức hợp loài Pomacentrus philippinus, phân biệt với các loài còn lại trong phức hợp bởi vệt trắng ở gốc vây ngực và vây đuôi màu trắng.

## Sinh thái học
Thức ăn của P. albiaxillaris là tảo và các loài động vật phù du. Cá đực có tập tính bảo vệ và chăm sóc trứng.